# Emil Kränzlein

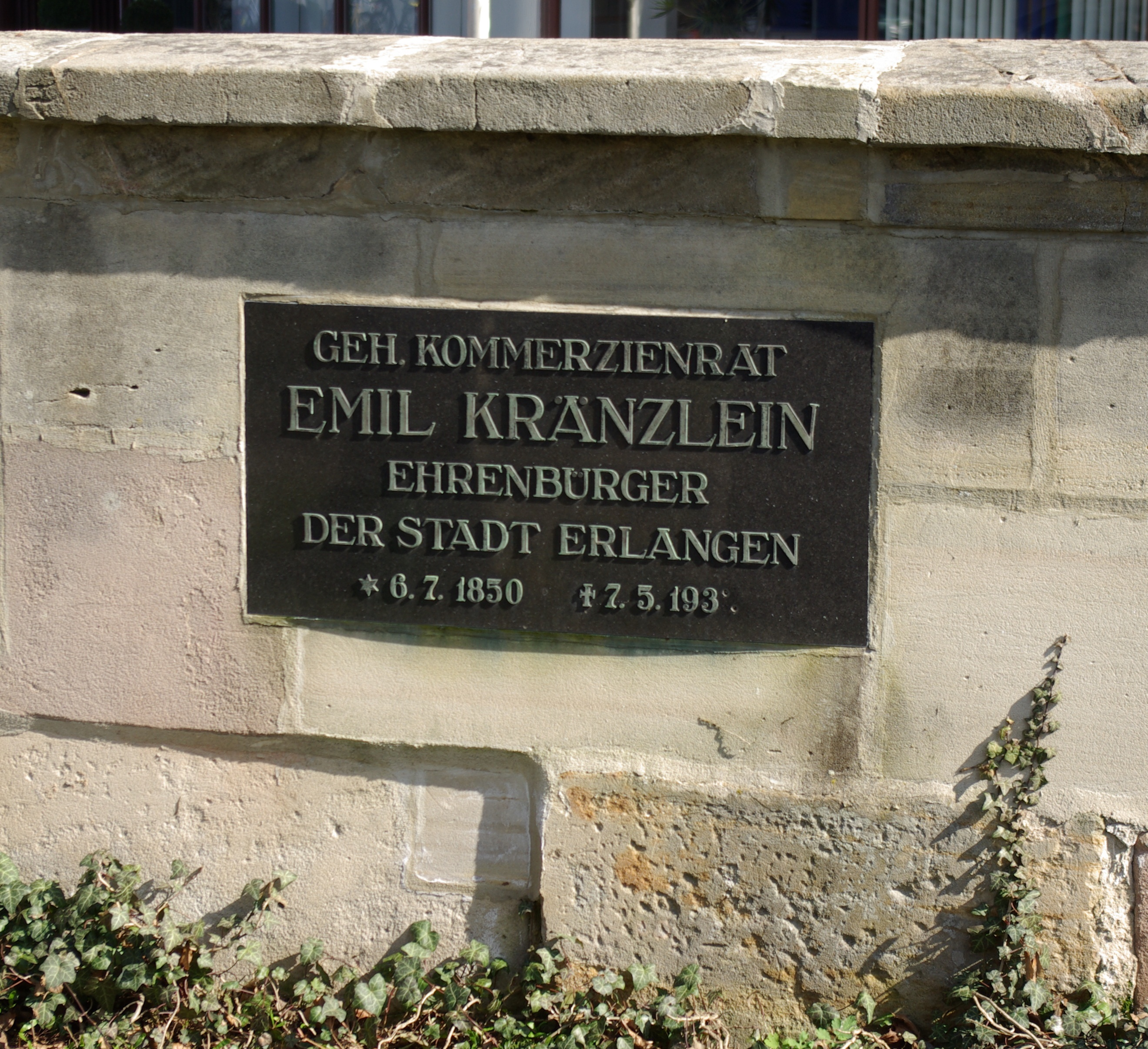
Grab von Emil Kränzlein auf dem Neustädter Friedhof in Erlangen

Emil Kränzlein (* 6. Juli 1850 in Erlangen; † 7. Mai 1936 ebenda) war ein deutscher Unternehmer, der mit dem Ehrentitel eines Geheimen Kommerzienrats und der Ehrenbürgerwürde der Stadt Erlangen ausgezeichnet wurde.

## Leben und Wirken als Unternehmer

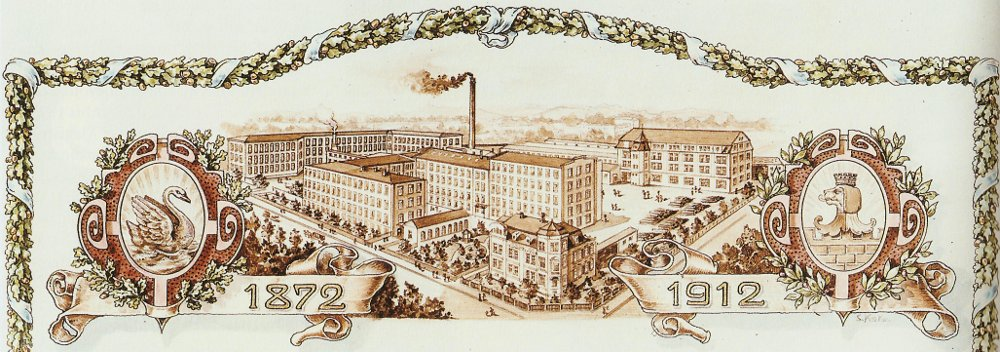
Bürstenfabrik Emil Kränzlein (grafische Darstellung im Briefkopf 1912)

Nach dem Besuch der Landwirtschafts- und Gewerbeschule Erlangen erhielt Kränzlein seine kaufmännische Ausbildung in Nürnberg, während er zugleich im Handwerksbetrieb seines Vaters mit der Bürstenherstellung vertraut wurde. Im Jahr 1872 gründete der 22-jährige Kränzlein eine eigene Bürstenfabrik in Schwabach, die er 1873 nach Erlangen verlegte. Kränzlein galt als Pionier in Sachen Disziplin der Arbeiter, z. B. hinsichtlich Pünktlichkeit, sowie in der Einführung der Arbeitsteilung und Mechanisierung. Das Unternehmen produzierte neben Feinbürsten aller Art ab 1899 auch Zahnbürsten, die alle unter der Marke Ideal Zett vertrieben wurden und deren Patent einer anatomischen Form von dem polnischen Arzt Zielinsky erworben worden war.
1896 wandelte Kränzlein das wachsende Unternehmen aufgrund des Kapitalbedarfs in eine Aktiengesellschaft unter der Firma Bürstenfabrik Erlangen AG um. Die Zahl der Angestellten stieg von 150 im Jahr 1888 auf über 500 im Jahr 1910. 1919 wurde Kränzlein mit der eisernen Ehrenmünze der Stadt Erlangen ausgezeichnet. Seit 1922 firmierte sein Unternehmen als Bürstenfabrik Emil Kränzlein AG. Durch Übernahme einer seit 1890 bestehenden Borstenzurichterei (Borstenpräparation Heidecker) in Neustadt an der Aisch entstand ein Zweigwerk, das bis 1982 existierte. Emil Kränzlein führte das Unternehmen bis Ende 1927 als Generaldirektor und starb 1936. Sein Grab befindet sich an der Ostmauer des Neustädter Friedhofs in Erlangen. 1948 wurde nach ihm eine Straße in Erlangen-Süd benannt.

## Das Unternehmen nach Kränzleins Tod
Bereits 1939 musste das große Betriebsgelände an der Östlichen Stadtmauerstraße an die P. Gossen & Co. KG verkauft werden. Durch den zunehmenden Wettbewerb aus dem Ausland hatte das Unternehmen 1977 nur noch 130 Angestellte bei einem Jahresumsatz von 7,4 Mio. DM. 1995 führte man das operative Geschäft in die Ideal-Zett GmbH über, die im Jahr 2007 die Herstellung von Bürsten einstellte. Der Börsenmantel der Emil Kränzlein AG wurde 1999 zur Cranz net. AG Beteiligungsgesellschaft, die 2006 in der Hench-Thermoplast AG in Schwarzhausen aufging und 2009 Insolvenz anmelden musste. Am 27. September 2011 wurde der Insolvenzplan zur Fortführung und Restrukturierung der Gesellschaft beim Amtsgericht Erfurt eingereicht.